# Geschlechterrolle

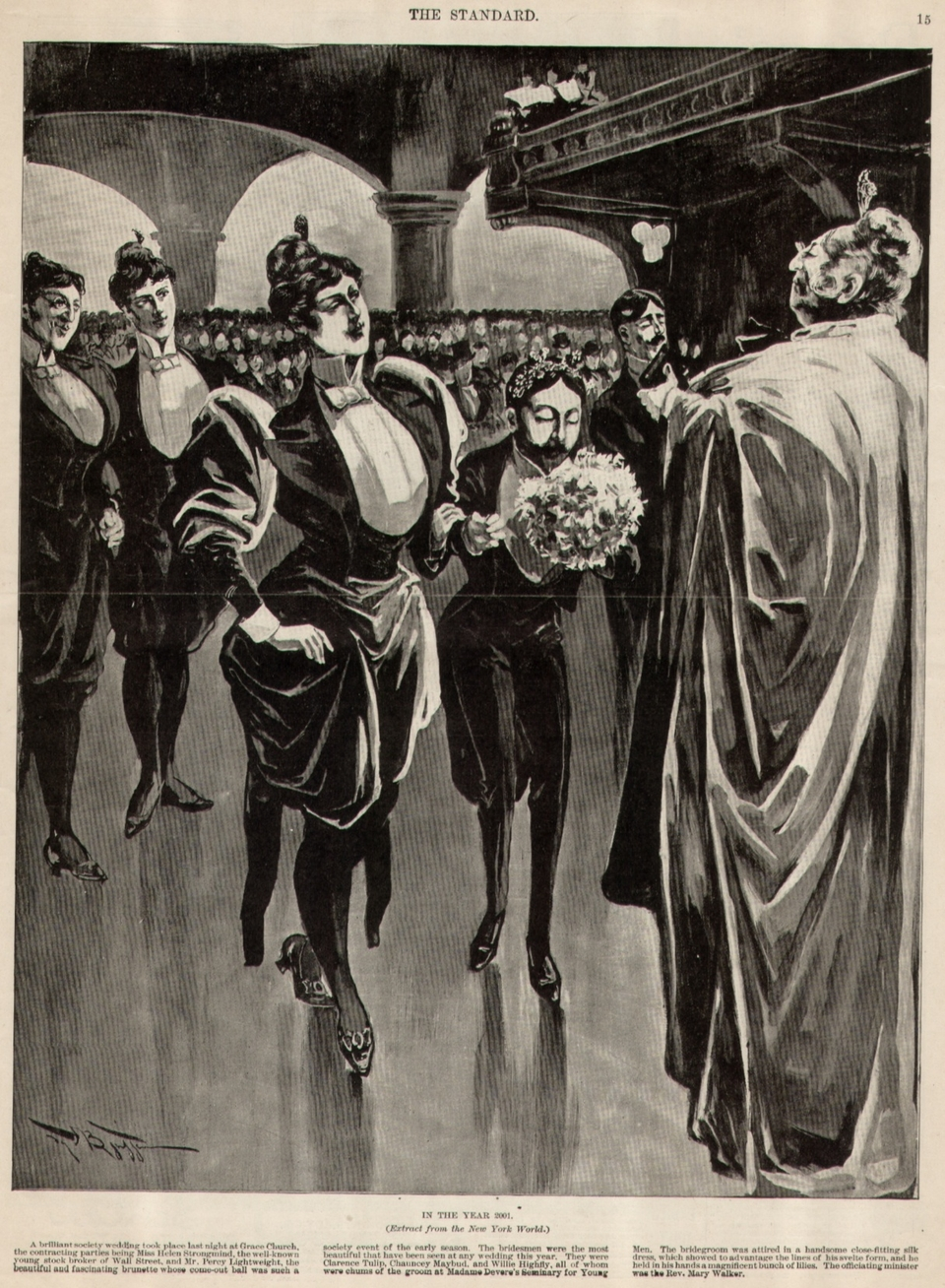
Eine 1895 in New York veröffentlichte Zeichnung stellt dar, wie eine Hochzeit im Jahre 2001 aussehen könnte, wenn Frauen das Wahlrecht zugesprochen würde (siehe auch Dammbruchargument)

Eine Geschlechterrolle oder Geschlechtsrolle ist im engeren Sinne die Summe von Verhaltensweisen, die in einer Kultur für ein bestimmtes Geschlecht als typisch oder akzeptabel gelten und Personen zugeschrieben werden. Im weiteren Sinne umfasst die Geschlechterrolle die individuellen Verhaltensweisen einer Person, die sie mit ihrer Geschlechtsidentität in Verbindung bringt oder mit denen sie die eigene Identität zum Ausdruck bringen will. Heute wird soziologisch und psychologisch zunehmend Geschlecht und Gender nicht mehr gleichgesetzt, um die kulturell und gesellschaftlich vorgegebenen Geschlechterrollen von den biologischen Gegebenheiten (weiblich/männlich/intersexuell) zu unterscheiden.

## Begriffsentwicklung

Polarisierung nach Geschlechtscharakteren oder -rollen in deutschsprachigen Lexika des 18. Jahrhunderts

Die Unterscheidung von männlichem und weiblichem Habitus war unter anderem ein zentraler Aspekt der Verbürgerlichung westlicher Gesellschaften und der Durchsetzung des zugehörigen polaren Geschlechterideals. Dabei erhielt die Kontrastierung von Mann und Frau im Vergleich zu anderen Gesellschaften im letzten Drittel des 18. Jahrhunderts „eine spezifisch neue Qualität“: An die Stelle von Standesdefinitionen traten universale Charakterdefinitionen, die „als eine Kombination von Biologie und Bestimmung aus der Natur abgeleitet und zugleich als Wesensmerkmal in das Innere des Menschen verlegt“ wurden (Karin Hausen 1976).
Zur Beschreibung haben sich unterschiedliche Bezeichnungen mit unterschiedlichen Begriffsinhalten entwickelt:
- Ende des 18. Jahrhunderts wurde zunächst auf das Konzept „Charakter“ zurückgegriffen, um Geschlechtscharakter zu beschreiben; dieser Ansatz gilt mittlerweile als veraltet.[4]
- Mit dem Aufkommen des Konzepts „soziale Rolle“ setzten sich im 20. Jahrhundert zunehmend die Bezeichnungen Geschlechtsrollencharakter, Geschlechtsrolle oder Geschlechterrolle durch.

Mit der zunehmenden Erforschung der Unterscheidungskategorie „Geschlecht“ stellte sich die Ableitung aus Biologie und Natur als unhaltbar heraus (englisch sex für das biologische Geschlecht). Es entwickelten sich neue Bezeichnungen und Begrifflichkeiten:
- Zunächst etablierte sich ab den 1970er-Jahren im englischen Sprachraum und später dann im Deutschen das Konzept „Gender“ und mit der praxeologischen Wende ab Ende des 20. Jahrhunderts das Konzept „Doing Gender“ (Analyseansatz der Gender Studies).
- Die im Englischen gebräuchlichen Bezeichnungen gender stereotypes und sex-role stereotypes finden sich seit Ende der 1960er-Jahre in wissenschaftlichen Untersuchungen.[5] Im Deutschen wird beides meist mit der gängigen Übersetzung „Geschlechterstereotype“ wiedergegeben.[6] Deutlich seltener wird von Geschlechtsrollenstereotypen gesprochen, bezogen auf Annahmen hinsichtlich der Geschlechterrolle; diese Bezeichnung wird von Geschlechterstereotype eingeschlossen.[7]
- Seit Etablierung des Konzepts des Habitus Ende des 20. Jahrhunderts setzt sich zunehmend der Begriff „Geschlechtshabitus“ durch, der die Psycho- und Soziogenese von Gender oder Doing Gender wissenschaftlich erklärt.[8]

Umgangssprachlich wird weitgehend die Bezeichnung „Geschlechterrolle“ verwendet, seltener „Geschlechtsrolle“. Damit geht meist ein wenig differenzierteres Konzept von Geschlecht als biopsychosozialer Kategorie sozialer Ordnung und sozialer Differenzierung einher. Teilweise sind dabei differenziertere Fachbegriffe nicht nur unbekannt, sondern wirken für die eigene Identität bedrohlich und werden abgelehnt. Im Vergleich zu den mittlerweile hoch differenzierten Fachbegriffen erscheinen auf das Geschlecht bezogene Bezeichnungen der Alltagssprache oftmals als unterkomplex oder als „naive, simplifizierende Vorstellung von Geschlecht als naturhafte, unveränderliche, an-sich-so-seiende Tatsache jenseits sozialer, kultureller und spezifisch historischer Bedingtheiten“ (Hark/Villa 2015).

## Kulturelle Geschlechterrollen

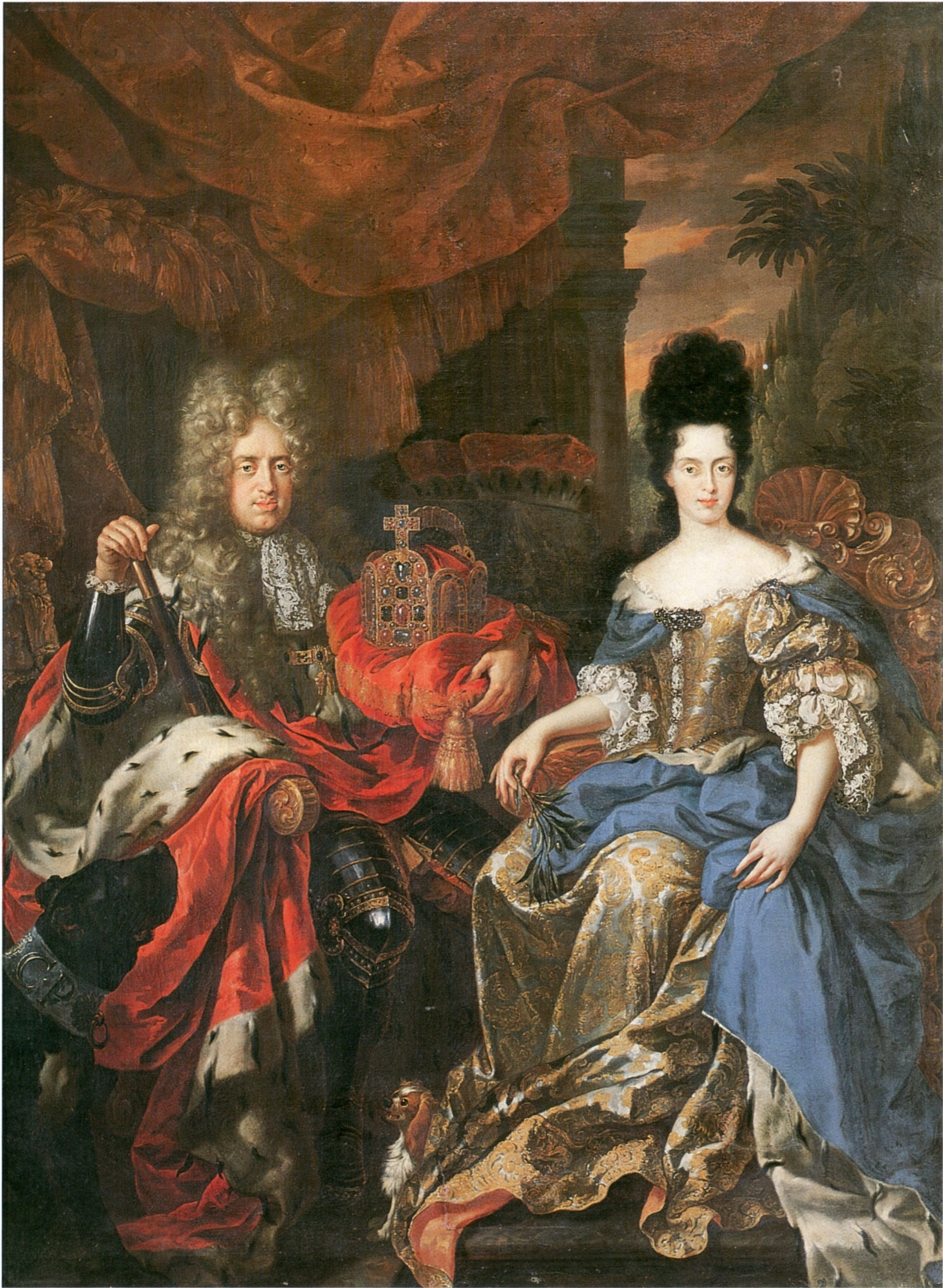
Dichotomische Darstellung von Geschlechterrollen im Doppelbildnis des Kurfürsten Johann Wilhelm von der Pfalz und seiner Gemahlin Anna Maria Luisa de’ Medici (Jan Frans van Douven, 1708)

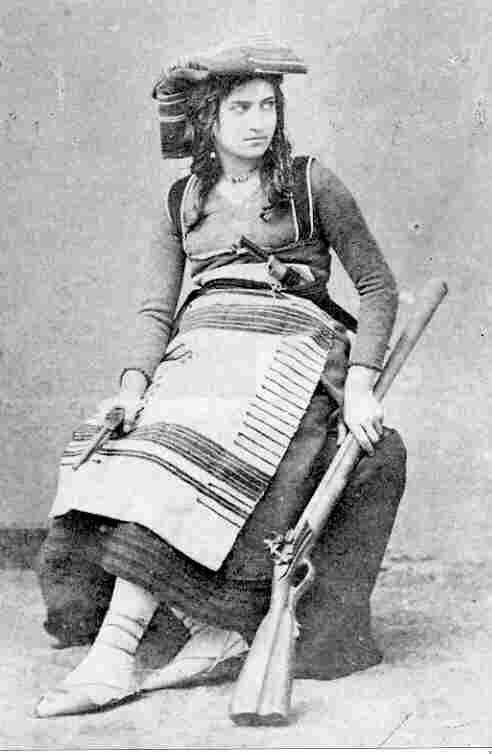
Erweiterung der Geschlechterrolle: Eine Brigantin in Süditalien (Mitte 19. Jh.)

Bisher sind keine Kulturen ohne Geschlechterrollen bekannt. Sie sind je historisch entstanden und einem ständigen Wandel unterworfen; lediglich die unterschiedlichen biologischen Rollen von Frauen und Männern bei der Fortpflanzung wurden bis zur Mitte des 20. Jahrhunderts nicht in Frage gestellt. Seitdem die Medizin hier die Möglichkeiten bietet, diese biologischen Rollen teilweise zu verändern, wird dieser Teil der Geschlechtsrollen ebenfalls diskutiert; allerdings ist diese Debatte auf Randbereiche der Gesellschaft beschränkt (siehe auch Adoption durch gleichgeschlechtliche Paare, Regenbogenfamilie).
Der kulturelle Aspekt der Geschlechtsrollen ist sehr breit gefächert. Auch wenn Haupttendenzen erkennbar sind, sind doch fast alle Möglichkeiten der kulturellen Aufgabenteilung irgendwo und irgendwann praktiziert worden.
Die bekannteste Norm für kulturelle Geschlechtsrollen dürfte die heteronormative oder patriarchalische sein, welche im Westen seit Beginn des 20. Jahrhunderts zunehmend in Frage gestellt und modifiziert wird.
Wichtige Faktoren waren unter anderem die Verstädterung sowie der Erste Weltkrieg und seine Folgen:
- Millionen Frauen wurden Witwen (etwa 10 Millionen tote Soldaten, davon 2 Millionen deutsche Soldaten)  oder alleinerziehende Mütter (die Kriegswaisen lernten ein anderes Rollenbild)
- Millionen Frauen arbeiteten an Arbeitsplätzen, die vorher mit Männern besetzt gewesen waren[11]
- ab Herbst 1916 herrschte bei vielen Hunger (siehe auch Steckrübenwinter; die (See-)Blockade verursachte allein in Deutschland mindestens 700.000 Hungertote)
- eine 1914 beginnende Inflation endete 1923 in einer Hyperinflation und einer Währungsreform
- die Weimarer Republik war von kurzzeitigen wechselnden Regierungen geprägt
- mancherorts schwand der Einfluss der katholischen Kirche (in Frankreich hatte dieser Prozess schon 1905 begonnen)
- der Antimodernismus in der katholischen Kirche ließ langsam nach
- als Zäsur wurde auch empfunden, dass Frauen in vielen Ländern 1918 oder danach das Wahlrecht erhielten (etwa Österreich 12. November 1918; Deutschland 30. November 1918, USA 1920, Afghanistan 1963, Schweiz 1971)

Aber auch im letzten Viertel des 20. Jahrhunderts veränderten sich die Geschlechterrollen in westlichen Gesellschaften weiter, was sich durch die Veränderung der sozial erwünschten Eigenschaften für Frauen respektive Männer in diesem Zeitraum belegen lässt.

## Soziologie
In der Soziologie tritt im Zusammenhang mit dem Begriff der Geschlechterproblematik auch der Begriff der Rolle auf. Die Gesellschaft hat an Inhaber einer gewissen Position bestimmte Vorstellungen über deren Handeln. Dieses Verhalten wird als Rollenverhalten bezeichnet. In Diskussionen erfährt das Thema der Geschlechterrollen meist eine Gegenüberstellung von soziokulturellen und biologischen Einflüssen. Daneben besteht aber auch noch immer die Ansicht, dass das Individuum als ausschließlich von der Umwelt geformtem Wesen zu verstehen ist. Für jede Position kann aber auch ein Gegenbeispiel gefunden werden.

### Unterscheidung Rollenverhalten und Rollenerwartungen
In der neueren soziologischen Literatur findet sich eine Unterscheidung zwischen Rollenverhalten und Rollenerwartungen. Die Erwartungen werden begriffen bezüglich ihrer immer wiederkehrenden Haltungen, Leistungen und Tätigkeiten. Das Individuum, welches als Träger der Rolle gilt, hat die Aufgabe durch angemessenes Verhalten zu erfüllen. Wichtig für die Zuweisung zu bestimmten Rollen bietet, neben Beruf und Alter, auch das Geschlecht. Die Vorstellungen über bestimmte Eigenschaften der Geschlechter unterscheiden sich von Kultur zu Kultur (siehe zum Beispiel Männlichkeit im westlichen Kulturraum).
Je nach einer bestimmten Geschlechts-Zugehörigkeit, unterscheiden sich die Erwartungen und Vorschriften. In der westlichen Kultur werden den Frauen eher die Eigenschaften der Abhängigkeit, Passivität, Zurückhaltung in sexuellen Belangen, Einfühlungsgabe sowie jugendliche sexuelle Attraktivität zugewiesen, den Männern Aggressivität, Durchsetzungsfähigkeit, Dominanz, Gefühlsunterdrückung und Unabhängigkeit.
Was bei einem Mann als Selbstverständlichkeit erwartet oder zugestanden würde, wird Geschlechterforschern zufolge Frauen als Fehlverhalten angelastet, und umgekehrt, wobei sowohl Frauen als auch Männer solches Fehlverhalten sanktionieren.
Hinsichtlich allgemeiner Erwartungen von männlichen und weiblichen Eigenschaften bestehen auch Erwartungen bezüglich ihrer Tätigkeiten. Die Rolle der Frau wird von Parsons und Bales als expressiv beschrieben. Sie enthalte Tätigkeiten mit sozialer Ausrichtung wie Fürsorge, Pflege, Erziehung und des Dienstes. Die Rolle des Mannes dahingegen wird beschrieben als Gegensatz und setzt sich vor allem mit der sachlichen Welt auseinander. Durch diese polarisierten Rollenerwartungen, würden gesellschaftliche Positionen, wie der Beruf, Wirtschaft, Politik und Familie bereits vorgegeben. Somit sei es in unserer Gesellschaft für Männer und Frauen schwieriger, geschlechteratypische Berufe auszuüben.
Auch wird der Begriff der Geschlechterrolle im Sinne von Verhaltensregelmäßigkeiten verwendet. Er unterscheidet sich explizit vom Begriff des geschlechtstypischen Verhaltens, welcher in der Psychologie verwendet wird. Die Rolle der Frau fand in den letzten Jahren auch vermehrt Eingang in soziologischen Untersuchungen. Untersucht wird hierbei die Bildung und Ausbildung, Beruf, Politik und Familie zu erforschen. In den Augen der Bevölkerung gibt es eine beträchtliche Übereinstimmung bezüglich männlicher und weiblicher Rollen.

### Geschlechterstereotype
Geschlechterstereotype lassen sich definieren als „kognitive Strukturen, die sozial geteiltes Wissen über die charakteristischen Merkmale von Männern und Frauen enthalten“. Diese Definition zeigt die duale Natur von Geschlechterstereotypen: Sie gehören einerseits zum „individuellen Wissensbesitz“ und bilden andererseits den Kern eines „kulturell geteilten Verständnisses von den je typischen Merkmalen der Geschlechter“. Kennzeichnend für Geschlechterstereotype ist, dass sie deskriptive und präskriptive Anteile haben:
- Die deskriptiven Anteile bringen traditionelle Annahmen darüber zum Ausdruck, welche Eigenschaften und welches Verhalten Frauen und Männer typischerweise zeigen.[21] So werden Interaktionen vereinfacht und Erwartungen erzeugt: Die soziale Wahrnehmung wird erleichtert.[21] Wenn jemand deskriptiven Erwartungen nicht entspricht, werden beobachtende Menschen maximal überrascht sein.[22]

- Die präskriptiven Anteile beziehen sich darauf, welche Eigenschaften und welches Verhalten Frauen und Männer zeigen sollen. Ihre Basis sind die traditionell definierten Geschlechterrollen.[23] Sie legitimieren gesellschaftlich definierte Unterschiede zwischen den Geschlechtern, und letztendlich zielen diese Verhaltensvorschriften darauf ab, die Geschlechterhierarchie in der Gesellschaft aufrechtzuerhalten bzw. zu stabilisieren.[24] Werden präskriptive Erwartungen verletzt, so führt dies zu Überraschung, Ärger und möglicherweise auch sozialen Sanktionen.[21] Präskriptiv sind vor allem diejenigen Geschlechterstereotype, die häufig aus Rollen abgeleitet werden (z. B. wird von Männern eher gefordert, dass sie durchsetzungsfähig sein sollen, und von Frauen eher, dass sie fürsorglich sein sollen). Es gibt auch Geschlechterstereotype, die nicht präskriptiv sind (z. B. wird aus dem Geschlechterstereotyp Frauen gehen gerne einkaufen. nicht hergeleitet, dass Frauen gerne einkaufen gehen sollen).[25]

Um Geschlechterstereotype zu erfassen, wurden in der Vergangenheit Eigenschaftslisten und ähnliche Fragebogen verwendet. In der Gegenwart hat sich die Methode der Prozentschätzung als vorteilhaft erwiesen, auch, weil sie ein differenzierteres Bild ermöglicht. Dabei geben die Befragten auf einer Skala von 0 bis 100 an, wie viele Prozent der Frauen bzw. Männer ein aufgeführtes Merkmal besitzen.

#### Verwandte Begriffe
- Geschlechterrolle: Die Begriffe Geschlechterstereotype und Geschlechterrollen liegen eng nebeneinander. Geschlechterrolle wird in der Fachliteratur uneinheitlich verwendet: Dorothee Alfermann[27] beispielsweise fasst den Begriff Geschlechterrolle präskriptiv im Unterschied zu dem von ihr nur deskriptiv verstandenen Terminus Geschlechterstereotype. Andere Autoren dagegen sehen auch bei dem Begriff Geschlechterrolle deskriptive und präskriptive Funktionen.[28] Charakteristisch für das Geschlechterrollenkonzept ist bei allen Autoren die Betonung der sozial geteilten Verhaltenserwartungen, die sich auf Personen wegen des ihnen sozial zugeschriebenen Geschlechts richten.[20]

- Stereotypisierung: Während Geschlechterstereotype im Kognitiven verankert sind, versteht man unter Stereotypisierung die Anwendung von stereotypgestütztem Wissen auf ganz bestimmte Menschen, also einen Prozess.[20] In den ersten Momenten einer Begegnung vollzieht sich die Stereotypisierung aufgrund des Geschlechts des Gegenübers ohne bewusste Kontrolle.[29] Zwar ist eine Beeinflussung dieses Vorgangs durch den eigenen Willen möglich, jedoch nur, wenn bestimmte Voraussetzungen vorliegen. Dazu gehört z. B. eine hohe Motivation, Informationen über das Gegenüber wahr- und aufzunehmen, die nicht den Geschlechterstereotypen entsprechen.[30]

- Sexismus: Unter Sexismus sind geschlechterbezogene Stereotype, Affekte und Verhaltensweisen zu verstehen, die einen ungleichen sozialen Status von Frauen und Männern nach sich ziehen.[31]

#### Globalstereotye und Substereotype
Geschlechterstereotype über die allgemeinen Kategorien von Frau und Mann werden Globalstereotype genannt. Da diese sich aus einer ganzen Reihe von Kategorien zusammensetzen, sind sie zu ungenau, um die Funktionen von Geschlechterstereotypen erfüllen zu können. Daher haben sich Substereotype herausgebildet. In diesen bündeln sich nur einzelne Kriterien der Globalstereotype. Dadurch sind Substereotype spezifischer und homogener als Globalstereotype und erfüllen somit ihre Funktionen besser als diese.
Inhalte von Globalstereotypen lassen sich folgendermaßen beschreiben: In den Konzepten der Wärme oder Expressivität (bzw. Feminität, Gemeinschaftsorientierung) lassen sich die Merkmale zusammenfassen, die häufiger mit Frauen als mit Männern in Verbindung gebracht werden. Konzepte der (aufgabenbezogenen) Kompetenz oder Instrumentalität (auch: Maskulinität, Selbstbehauptung) umfassen Merkmale, die häufiger Männern als Frauen zugeordnet werden. Die Stabilität dieser Merkmalsbündel über die Zeit ist „bemerkenswert hoch“, auch die Ähnlichkeit in verschiedenen Kulturen.
In älterer Literatur wurde das Bild des Mannes als „unabhängig, objektiv, aktiv, wettbewerbsorientiert, abenteuerlustig, selbstbewusst und ehrgeizig“ gezeichnet. Die Frau wurde mit den Eigenschaften „abhängig, subjektiv, passiv, (…), taktvoll, freundlich und gefühlsbetont“ belegt. Außerdem wurde ihr das Fehlen von Merkmalen zugeschrieben, die Teil des männlichen Stereotyps waren – Frauen waren „nicht wettbewerbsorientiert, nicht abenteuerlustig, nicht selbstbewusst, nicht ehrgeizig“.
Einige häufige Substereotype stehen im Gegensatz zu dem jeweiligen Geschlechterstereotyp. Sowohl bei Frauen- als auch bei Männertypen treten alle vier logisch möglichen Kombinationen der Merkmale der Globalstereotype Wärme und Kompetenz auf: Es ergeben sich vier Typen von Substereotypen:
1. Niedrige Kompetenz, hohe Wärme (z. B. die Hausfrau, der Softie): Paternalistische Substereotype, die mit niedrigem Status und kooperativer Interdependenz einhergehen.
2. Hohe Kompetenz, hohe Wärme (z. B. die Selbstbewusste, der Professor): Bewundernde Substereotype, die mit hohem Status und kooperativer Interdependenz gekoppelt sind.
3. Niedrige Kompetenz, niedrige Wärme (z. B. die Spießerin, der Prolet): Verachtende Substereotype, die niedrigem Status und kompetitiver Interdependenz verbunden sind.
4. Hohe Kompetenz, niedrige Wärme (z. B. die Karrierefrau, der Yuppie): Neidvolle Substereotype, die mit hohem Status und kompetitiver Interdependenz gepaart sind.
Paternalistische und neidvolle Substereotype über Frauen tragen zur Aufrechterhaltung der Geschlechterhierarchie bei:[38]

Paternalistische Frauenstereotype (hohe Wärme, niedrige Kompetenz) – also etwa Hausfrau – machen sichtbar, wie Frauen aus Sicht von Männern sein sollen. In diesen Substereotypen ist das Merkmal Wärme enthalten, das bei vielen Menschen beiderlei Geschlechts hohes Ansehen genießt. Durch diese paternalistischen Substereotype werden Frauen dazu gebracht, in traditionellen Geschlechterrollen zu verharren oder diese anzunehmen. Da Männer durch diese Substereotype Frauen in ein angeblich positives Licht stellen, können sie sich als relativ unbeeinflusst von Sexismus empfinden und gleichzeitig die bestehenden Machtverhältnisse unangetastet lassen.
Neidvolle Frauenstereotype (niedrige Wärme, hohe Kompetenz) – also etwa Karrierefrau – haben entgegengesetzte Merkmale. Aus männlicher Sicht stellen sie eine Rechtfertigung für die Diskriminierung von Frauen dar: Frauen, die in traditionellen Männerberufen erfolgreich sind, werden z. B. als unfaire oder bedrohliche Konkurrentinnen empfunden, die Zuschreibung emotionale Kälte verstärkt diese Einschätzung. Neidvolle Frauenstereotype dienen dazu, Frauen in ihren beruflichen Möglichkeiten zu beschränken.

#### Erklärungsansätze für die Konsistenz der Geschlechterstereotype
Zwei theoretische Ansätze versuchen die Beständigkeit der Stereotype Wärme und Kompetenz für die beiden Geschlechter zu erklären. Dabei sind die beiden Modelle nicht als einander ausschließend zu verstehen.
- Theorie der sozialen Rollen (Alice Eagly): Nach der von Alice H. Eagly entwickelten Theorie der sozialen Rollen folgen die Merkmale aus den typischen Berufs- und Familienrollen der beiden Geschlechter: Menschen schließen also vom beobachteten Rollenverhalten von Personen direkt auf Eigenschaften der Rolleninhaber, ohne zu bedenken, dass ein Verhalten oft auf Rollenerwartungen zurückzuführen ist und nicht auf Eigenschaften der Personen.[40] Dieses Phänomen wird als Korrespondenzverzerrung bezeichnet.

- Stereotypinhaltsmodell (Susan Fiske): Status und Geschlechterstereotype sind eng verflochten. Aus der Sicht der Theorie der ambivalenten Stereotype ergibt sich das traditionelle Männerstereotyp aus einem relativ hohen gesellschaftlichen Status in Kombination mit einer kompetitiven Orientierung gegenüber Frauen im beruflichen Leben. Das traditionelle Frauenstereotyp lässt sich aus einem relativ niedrigen gesellschaftlichen Status in Kombination mit einer kooperativen Interdependenz mit Männern im partnerschaftlichen und häuslich-familiären Bereich ableiten.[41] Durch Geschlechterstereotype, die Männern vorschreiben, stark und durchsetzungsfähig zu sein, während Frauen bescheiden und fürsorglich sein müssen, wird das bestehende System am Leben erhalten:[42] Männer erhalten soziale Unterstützung für Verhaltensweisen, die ihren Status, ihre Macht und ihre Kompetenz unterstreichen, Frauen dagegen müssen mit sozialen Sanktionen rechnen, wenn sie sich so verhalten.

#### Entwicklung von Geschlechterstereotypen
Biologische, soziale und psychische Prozesse wirken bei der Geschlechterdifferenzierung zusammen. Diesen Vorgang nennt man Geschlechtstypisierung. Sie ist niemals abgeschlossen, sondern unterliegt über das gesamte Leben eines Menschen hinweg dem sozialen Einfluss ebenso wie der inneren Entwicklung.
Entwicklungsprozesse
Eine Geschlechterstereotypisierung setzt bestimmte kognitive Leistungen, besonders die Bildung der Kategorien weiblich und männlich, und deren Zuordnung zu Personen voraus.
Schon sechs Monate alte Kinder können zwischen männlichen und weiblichen Stimmen unterscheiden, neunmonatige Babys weibliche und männliche Gesichter. Schon bei Einjährigen ist die Grundlage für Prozesse der Stereotypisierung vorhanden.
Zwischen dem ersten und dem dritten Lebensjahr entwickeln sich mehr und mehr geschlechtstypische Präferenzen für Aktivitäten, Spielsachen und Spielpartner; im Vorschul- und frühen Grundschulalter ist letztere besonders ausgeprägt. Mit drei Jahren können die meisten Kinder das eigene Geschlecht und das anderer Kinder richtig bestimmen, und bis zum Beginn der Grundschulzeit haben sich starre Formen der Stereotypisierung entwickelt. Gegen Ende der Grundschulzeit werden diese wieder weniger rigide, und mit der zunehmenden Häufigkeit von gegengeschlechtlichen Begegnungen bei Jugendlichen wird die anfangs sehr negativ gefärbte Stereotypisierung des anderen Geschlechts relativiert: Die Stereotype werden ambivalenter.
Sozialer Einfluss
Soziokulturelle Einflussquellen wie Familienmitglieder, Gleichaltrige und Medien „bestimmen mit, was es bedeutet, Junge oder Mädchen, Mann oder Frau zu sein“.

#### Funktionen von Geschlechterstereotypen
Geschlechtersterotypen sind umso nützlicher für ein Individuum, je mehr sie ihre Funktionen für seine Handlungsplanung und seine soziale Orientierung in seinem Umfeld erfüllen:
- Ökonomie: Mit wenig kognitivem Aufwand kann durch Geschlechterstereotype viel Information übermittelt werden.[44] Geschlechterstereotype vereinfachen somit die soziale Wahrnehmung, „indem einzelne Individuen in Schubladen gesteckt und auf Basis von Kategorienzugehörigkeit beurteilt werden.“[47]

- Identifikation: Das Individuum kann Geschlechterstereotype benutzen, um sich selbst in eine Gruppe einzuordnen und so ein stimmiges Selbstbild schaffen.[44] Mit dem Bedürfnis nach einem positiven Selbstwertgefühl ist, so Eckes, „oft die Neigung zur Abgrenzung von Eigen- und Fremdgruppe verbunden sowie eine negativere Bewertung der Fremdgruppe.“[48]

- Inferenz: Geschlechterstereotype ermöglichen es, nicht beobachtbare Merkmale eines Gegenübers zu erschließen und senken so die Unsicherheit.[44] Vom Vorhandensein biologischer Merkmale wird auf die identifizierenden Merkmale, etwa die Kleidung, und auf zugeschriebene Merkmale wie Persönlichkeitseigenschaften oder Verhaltensweisen geschlossen.[49]

- Evaluation: Mit Geschlechterstereotypen lassen sich die Gruppen, denen sich ein Individuum zugehörig fühlt, und ihre Merkmale im Vergleich zu Fremdgruppen bewerten.[44] Häufig wurden in Untersuchungen Unterschiede in der Bewertung von Frauen- bzw. Männerstereotypen festgestellt. So fanden Rosenkratz und seine Mitautoren 1968, dass mit Männlichkeit assoziierten Merkmalen ein höheres Maß an sozialer Erwünschtheit zugeschrieben wird als den mit Weiblichkeit verbundenen Merkmalen.[50] Diese Feststellung wird jedoch aus methodischen Gründen angezweifelt.[51] Nach einer jüngeren Untersuchung von Eagly und Mladinic werden einige Merkmale des Frauenstereotyps sogar positiver eingeschätzt als die des Männerstereotyps.[52] Das männliche Stereotyp wird demnach zunehmend negativer, das weibliche zunehmend positiver bewertet.[53] Stereotype Selbstbeschreibungen gehen mit der stereotypen Einschätzung anderer einher.[53]

- Kommunikation: Zur sprachlichen und nichtsprachlichen Verständigung zwischen Personen tragen Geschlechterstereotype ebenfalls bei.[44]

- Legitimation von Statusunterschieden und gesellschaftlichen Praktiken: Durch Geschlechterstereotype können auch gesellschaftliche Praktiken wie Ablehnung bestimmter Gruppen legitimiert werden, außerdem auch Statusunterschiede zwischen Gruppen.[21]

#### Geschlechterstereotype in der sozialen Interaktion
Geschlechterstereotype beeinflussen Form und Verlauf zwischenmenschlicher Interaktionen. Beispiele hierfür sind:
- Selbsterfüllende Prophezeiungen: Zuweilen veranlassen die nicht ausgesprochenen Erwartungen einer Person an eine andere die zweite, sich so zu verhalten, wie es den Erwartungen der ersten Person entspricht. Unter bestimmten Bedingungen können so Geschlechterstereotype gestützt und geschlechtstypisches Verhalten erzeugt werden: Wenn z. B. ein traditionell eingestellter Mann erwartet, dass eine Kollegin sich lieber mit sogenannten femininen als mit sogenannten maskulinen Aufgaben beschäftigt, dann tendiert die Frau in einer gemeinsamen Arbeitsgruppe tatsächlich eher zu den sogenannten femininen.[54]

- Wissen über Geschlechterstereotype bedingt stereotypkonformes Handeln: Wenn Menschen klar wird, dass sie durch ihr Verhalten negative Geschlechterstereotype bestätigen könnten, so kann es sein, dass sie im Einklang mit den Stereotypen handeln und sie dadurch bestätigen. So wurde z. B. bei Bearbeitungsweisen zu einem anspruchsvollen Mathematiktest stereotypkonform betont, dass es in diesem Leistungsbereich Geschlechtsunterschiede gebe. Danach fielen die Leistungen von Schülerinnen niedriger aus als wenn diese Hinweise nicht gegeben wurden. Bei Schülern trat dieser Effekt jedoch nicht ein.[55]

- Der Einfluss von Tendenzen zur Selbstdarstellung: Tendenzen zur Selbstdarstellung haben einen Einfluss darauf, ob eine Person im Einklang mit Geschlechterstereotypen handelt. In einer Studie von Zanna und Pack wurden 1975 folgende Szenarien erprobt: Ein Teil der Frauen erwartete, mit einem attraktiven Mann zusammenzutreffen, der Frauen gegenüber nicht traditionell eingestellt war. Diese Frauen beschrieben sich selbst als rollenkonträr. Der andere Teil der Frauen ging davon aus, dass der Mann traditionelle Rollenvorstellungen in Bezug auf Frauen hatte – und hier zeichneten die Frauen von sich ein rollenkonformes Selbstbild.[56]

#### Bedeutung von Geschlechterstereotypen
Wenn präskriptive Annahmen verletzt werden – wenn also z. B. Frauen nicht einfühlsam sind oder Männer nicht dominieren –, so sind meist Ablehnung oder Bestrafung die Folge. Geschlechterstereotype sind überaus veränderungsresistent: Nur selten führen Verletzungen der stereotypen Erwartungen zu einer Änderung der Stereotype.
Geschlechterstereotype habe auch eine Bedeutung im Berufsleben. Das 1990 in den USA im Prozess Price Waterhouse gegen Ann Hopkins ergangene Urteil war wegweisend für die Herstellung des Zusammenhangs von Geschlechterstereotypisierung am Arbeitsplatz und Diskriminierung. Die Entscheidung hielt fest, dass ein Arbeitgeber, der Durchsetzungsfähigkeit für bestimmte Positionen fordert, gleichzeitig jedoch Maskulinität bei Frauen verurteilt, diese in eine unakzeptable No–Win–Situation bringt: „Gilt die Frau als wenig durchsetzungsfähig, so wird sie als ungeeignet für die Position erachtet, demonstriert sie diese Eigenschaft, so wird sie benachteiligt aufgrund des Verletzens ihrer Geschlechternorm.“ Forschungsergebnisse zu der Frage, ob Frauen mit als männlich geltenden Eigenschaften oder Verhaltensweisen bzw. Männer mit als weiblich geltenden Eigenschaften oder Verhaltensweisen im Beruf benachteiligt werden, zeigen eine Tendenz: Personen, die in ihren Eigenschaften und dem Verhalten den Geschlechterstereotypen entsprechen, scheinen es auf dem beruflichen Weg nach oben leichter zu haben.
Das Auseinanderfallen von Erwartungen, die sich aus einem Anforderungsprofil ergeben, und Geschlechterstereotypen, zeigt sich bei Managern. Von ihm werden vorwiegend männlich konnotierte Eigenschaften erwartet, und es gibt Hinweise darauf, dass diese Erwartung an Managerinnen sogar in stärkerem Maße gestellt wird als an männliche Manager.

### Geschlechtsrollendifferenzierung
Bei einer Betrachtung von Bildungsstufen und Ausbildungen zeigt sich, dass mit zunehmender Bildungsstufe auch der Anteil der Mädchen abnimmt. Hinzu kommt des Weiteren eine geschlechtsspezifische Differenzierung der Lehrinhalte. Frauen finden beispielsweise auch weniger Anstellungen in niederen Berufen, welche geringes Prestige bringen. Auch in der heutigen Zeit finden sich Unterschiede in vielen Bereichen unserer Wirtschaft. Es zeigt sich ein Machtgefälle in der Beziehung zwischen Mann und Frau und nicht nur beim Einkommen, sondern auch bei der Berufstätigkeit. Wenn Frauen im Zuge einer Familiengründung ihre Erwerbstätigkeit abbrechen, stoßen sie auf größere Schwierigkeiten, wieder ins Berufsleben einzutreten. Sollten sie trotzdem weiter einem Beruf nachgegangen sein, so finden sie sich mit Auswirkungen der Doppelbelastung konfrontiert.
Zu diesem Thema geäußert haben sich unter anderem die Autorinnen Simone de Beauvoir, Shulamith Firestone, Alice Schwarzer, Kate Millett, Betty Friedan, Germaine Greer und Esther Vilar. Arlie Hochschild widmet sich in ihrem Buch Der 48-Stunden-Tag dem Problem der Doppelbelastung der Frau und der Berufstätigkeit im Einklang mit der Familie.

### Prozesse in der Entwicklung des Geschlechtsrollen-Verhaltens
Die Forschung richtet sich auf die Frage, wodurch unterschiedliches Geschlechterverhalten erzeugt wird und wie dieses unter Umständen verändert werden kann. Es gibt dazu keinen eigenen wissenschaftlichen Fachbereich, der sich mit dem Thema der Geschlechterrollen beschäftigt, sondern es besteht eine Interdisziplinität aus biologischen, kulturellen, sozialen und ökonomischen Bedingungen, anhand derer geschlechtstypisches Verhalten erforscht werden soll. Wichtige Wissenschaften für die Erforschung von geschlechtstypischen Verhalten sind Biologie, Ethnologie, Psychiatrie, Psychologie, Sozialpsychologie und Soziologie.
In der psychoanalytischen Auffassung ist die Meinung, dass die Geschlechterrollen-Identität der Kinder durch einen Prozess der Identifikation erworben wird. Kinder haben die Tendenz, sich mit dem Elternteil des gleichen Geschlechts zu identifizieren. Eine solche Identifikation wird als entscheidend für eine Rollenübernahme gesehen, da Jungen tendenziell die Persönlichkeitsmerkmale des Vaters und Mädchen der Mutter übernehmen. In diesem Identifikationsprozess werden elterliche Verhaltensweisen, das Denken und das Fühlen nachgeahmt.
Eine weitere Theorie zum Erwerb von Geschlechterrollen ist die Theorie des sozialen Lernens. Diese Theorie wird weithin als die beste Erklärung für den Erwerb von Geschlechterrollen-Verhalten gesehen. Die soziale Lerntheorie kann auch sehr gut für die Erklärung von Geschlechterrollenunterschieden und deren Entwicklung gesehen werden. Passende Verhaltensweisen einer jeweiligen Geschlechterrolle werden verstärkt, was zu einer Wiederholung dieses Verhaltens führt. Ein Abweichen eines passenden Geschlechterverhaltens findet sich in einer Bestrafung wieder und wird somit seltener und verschwindet schließlich ganz.
Ein weiteres Modell, welches hier sehr wirksam ist, ist das Beobachtungslernen oder auch sogenanntes Nachahmungslernen. Es wird davon ausgegangen, dass Kinder die Verhaltensweisen durch das Beobachten des gleichgeschlechtlichen Elternteils erwerben. Experimente widerlegten dies, da bei Kindern mit Eltern beiderlei Geschlechts keine geschlechtsspezifischen Nachahmungen stattfanden. In der Alltagsbeobachtung zeigt sich dennoch geschlechtsspezifisches Verhalten, beispielsweise in Mädchen, welche die Kleider ihrer Mutter anprobieren. Eltern beeinflussen ebenso geschlechtsspezifisches Verhalten, indem sie entweder Handlungen mit Zuwendung oder Zustimmung belohnen oder sie ablehnen. Auch hier kann das Beispiel mit dem Kleid der Mutter genannt werden. Bei Töchtern wird dieses Verhalten eher verstärkt, bei Jungen hingegen sehr häufig abgelehnt. Eine Schwäche in der Theorie zeigt sich darin, dass meist nur äußere Faktoren bei der Bildung von Rollenverhalten berücksichtigt werden, aber nicht die kognitiven und affektiven.
Die dritte Theorie ist die der kognitiven Entwicklung. Diese Theorie befasst sich mit den Entwicklungsstadien des Denkens eines Kindes, wie sie bereits von Piaget beschrieben wurden. Die Ideen über rollentypisches Verhalten ändern sich bei Kindern mit der intellektuellen Entwicklung. Ungefähr ab dem dritten Lebensjahr sind die Kinder fähig, selbst zu unterscheiden, ob sie Jungen oder Mädchen sind. Diese Selbstkategorisierung ist wichtig für die weitere Entwicklung von Werten, Einstellungen und Aktivitäten. In früheren Jahren der Entwicklungsphasen sind Geschlechterrollen vorwiegend auf physische Merkmale wie Kleidung oder ähnliches beschränkt. Die geschlechtliche Identität hat sich ungefähr im Alter von sechs Jahren so weit stabilisiert, dass Kinder begreifen, dass sie ihr Geschlecht nicht beispielsweise durch das Abschneiden von Haaren verändern können. Geschlechterstereotype fördern hierbei ein bestimmtes (stereotypes) Verhalten von Kindern. Jungen und Mädchen identifizieren Männlichkeit und Weiblichkeit mit bestimmten Verhaltensmerkmalen. Stärke, Macht und Kompetenz wird mit Männlichkeit gleichgesetzt, Mitgefühl, Sanftmut, Versorgung und Mütterlichkeit werden mit Weiblichkeit gleichgesetzt.

## Frauenbewegung
Sowohl die seit der Mitte des 19. Jahrhunderts aufkommende Frauenbewegung als auch gesellschaftliche Veränderungen wie die Industrialisierung und insbesondere die beiden Weltkriege, die es erforderten, dass Frauen die ihnen von der Gesellschaft als „angestammten“ Platz definierte Geschlechterrolle verließen, führten zu starken Veränderungen der Geschlechterrollen; dabei wurde die weibliche Geschlechtsrolle stärker liberalisiert als die männliche.
Gleichfalls wurden in verschiedenen Geistes- und Naturwissenschaften Forschungsergebnisse und Studien vorgelegt, die die Grundlagen der herkömmlichen kulturellen Rollenverteilung widerlegen. Manche bezweifeln auch, dass es nur zwei Geschlechter gebe. Hier sind vor allem die Transgender-Bewegung und die zunehmende Wahrnehmung von Intergeschlechtlichkeit und nichtbinären Geschlechtsidentitäten zu nennen.

## Geschlechtsrollenstress
Geschlechtsrollenstress ist Stress, der ausgelöst wird, wenn Menschen von den sozialen Normen der gesellschaftlich bzw. kulturell geltenden Geschlechterrollen abweichen. Die systematische Erforschung begann 1987 in den USA, indem erstmals eine psychologische Systematik zur Erhebung von männlichem Geschlechtsrollenstress vorgestellt wurde. 1992 folgte eine weitere Systematik zur Erforschung von weiblichem Geschlechtsrollenstress. Seitdem wird das Forschungskonzept immer weiter angewandt, ausgebaut und auch in international vergleichenden Studien eingesetzt. Beispielsweise wurde auf dieser Basis eine Skala entwickelt, um den Zusammenhang von Männlichkeit und Schamgefühl zu untersuchen.

## Gesetzliche Vorgaben

Weltkarte der Armeeformen:
keine (eigenen) Streitkräfte
keine Wehrpflicht (Freiwilligenarmee / Berufsarmee / ausgesetzt)
Wehrpflicht existiert, aber weniger als 20 % der Verpflichteten werden tatsächlich eingezogen
Wehrpflicht existiert, aber eine Auflösung innerhalb der nächsten drei Jahre wurde beschlossen
Wehrpflicht
keine Angaben

In manchen Ländern stellen bestimmte gesetzliche Bestimmungen auf die Rollenverteilung zwischen den Geschlechtern ab:
Mit wenigen Ausnahmen (Israel, Norwegen, Schweden, teilweise China) erstreckt sich die Wehrpflicht nur auf die männliche Bevölkerung; Frauen können dagegen in vielen Armeen freiwillig Dienst leisten. Insgesamt haben jedoch die weitaus meisten Länder der sogenannten Ersten Welt inzwischen auf die Wehrpflicht verzichtet, wobei auf Grund geänderter geopolitischer Lage davon wieder abgegangen wird bzw. über die Wiedereinführung diskutiert wird.
Für Männer gilt in einigen europäischen Staaten aufgrund der historisch gewachsenen Rolle als Familienernährer noch ein höheres gesetzliches Renteneintrittsalter (z. B. Griechenland, Österreich, Schweiz, Italien).